# Sarah Monzani
Sarah Ninette Monzani (Hemel Hempstead, 4 aprile 1949) è una truccatrice britannica.

## Biografia
Nel 1983 ha vinto il Premio Oscar come miglior truccatrice insieme a Michèle Burke nel film La guerra del fuoco (La guerre du feu), e un BAFTA Award per il miglior make-up per lo stesso film.